# Wereldkampioenschap wegrace 1991
Het wereldkampioenschap wegrace seizoen 1991 was het 43e in de geschiedenis van het door de FIM georganiseerde wereldkampioenschap wegrace.

## Kalender
| Ronde | Datum        | Race                       | Locatie       | Winnaar 125 cc      | Winnaar 250 cc      | Winnaar 500 cc | Winnaar zijspan 500 cc | Verslag |
| ----- | ------------ | -------------------------- | ------------- | ------------------- | ------------------- | -------------- | ---------------------- | ------- |
| 1     | 24 maart     | GP van Japan               | Suzuka        | Noboru Ueda         | Luca Cadalora       | Kevin Schwantz |                        | Verslag |
| 2     | 7 april      | GP van Australië           | Eastern Creek | Loris Capirossi     | Luca Cadalora       | Wayne Rainey   |                        | Verslag |
| 3     | 21 april     | GP van de Verenigde Staten | Laguna Seca   |                     | Luca Cadalora       | Wayne Rainey   | Webster / Simmons      | Verslag |
| 4     | 12 mei       | GP van Spanje              | Jerez         | Noboru Ueda         | Helmut Bradl        | Mick Doohan    | Michel / Birchall      | Verslag |
| 5     | 19 mei       | GP van Italië              | Misano        | Fausto Gresini      | Luca Cadalora       | Mick Doohan    | Webster / Simmons      | Verslag |
| 6     | 26 mei       | GP van Duitsland           | Hockenheim    | Ralf Waldmann       | Helmut Bradl        | Kevin Schwantz | Bohnhorst / Hiller     | Verslag |
| 7     | 9 juni       | GP van Oostenrijk          | Salzburgring  | Fausto Gresini      | Helmut Bradl        | Mick Doohan    | Webster / Simmons      | Verslag |
| 8     | 16 juni      | GP van Europa              | Jarama        | Loris Capirossi     | Luca Cadalora       | Wayne Rainey   | Webster / Simmons      | Verslag |
| 9     | 29 juni      | TT Assen                   | Assen         | Ralf Waldmann       | Pierfrancesco Chili | Kevin Schwantz | Streuer / Brown        | Verslag |
| 10    | 21 juli      | GP van Frankrijk           | Le Castellet  | Loris Capirossi     | Loris Reggiani      | Wayne Rainey   | Biland / Waltisperg    | Verslag |
| 11    | 4 augustus   | GP van Groot-Brittannië    | Donington     | Loris Capirossi     | Luca Cadalora       | Kevin Schwantz | Biland / Waltisperg    | Verslag |
| 12    | 18 augustus  | GP van San Marino          | Mugello       | Peter Öttl          | Luca Cadalora       | Wayne Rainey   | Michel / Birchall      | Verslag |
| 13    | 25 augustus  | GP van Tsjecho-Slowakije   | Brno          | Alessandro Gramigni | Helmut Bradl        | Wayne Rainey   | Biland / Waltisperg    | Verslag |
| 14    | 8 september  | GP van Le Mans             | Le Mans       |                     | Helmut Bradl        | Kevin Schwantz | Biland / Waltisperg    | Verslag |
| 15    | 29 september | GP van Maleisië            | Shah Alam     | Loris Capirossi     | Luca Cadalora       | John Kocinski  |                        | Verslag |